# Mörbylånga kommun
Mörbylånga kommun er en kommune i Kalmar län i Sverige.  Kommunen dækker det sydlige Öland.  Den er sammen med Borgholms kommun medlem af Ölands kommunalförbund.
Mange af kommunens indbyggere pendler uden for kommunen til arbejdspladser på fastlandet, især til Kalmar.
I kommunen ligger Alvaret.  Desuden er en stor del af kommunen (bortset fra Torslunda, Glömminge, Algutsrums, Norra Möckleby og Gårdby sogne) optaget på UNESCOs verdensarvliste som Södra Ölands odlingslandskab .

## Byområder
Der er ni byområder i Mörbylånga kommun.
I tabellen vises byområderne i størrelsesorden pr. 31. december 2005.  Hovedbyen er markeret med fed skrift. 
| # | Byområde    | Befolkning |
| - | ----------- | ---------- |
| 1 | Färjestaden | 4.636      |
| 2 | Mörbylånga  | 1.784      |
| 3 | Skogsby     | 528        |
| 4 | Algutsrum   | 499        |
| 5 | Degerhamn   | 372        |
| 6 | Vickleby    | 310        |
| 7 | Gårdby      | 262        |
| 8 | Arontorp    | 231        |
| 9 | Kastlösa    | 208        |

56°31′00″N 16°23′00″Ø / 56.5167°N 16.3833°Ø